# Frente Popular de Islandia
El Frente Popular de Islandia (en islandés: Alþýðufylkingin) es un partido político anticapitalista fundado en Islandia el 18 de febrero de 2013, que busca "liberar al pueblo del yugo del capitalismo de mercado". Se opone "terminantemente" a la adhesión de Islandia a la Unión Europea y a la OTAN, calificando a estas organizaciones como "imperialistas". El fundador del partido, Þorvaldur Þorvaldsson, es un comunista autodeclarado.

## Historia
El Frente Popular de Islandia se fundó en Reikiavik. El fundador del partido, Þorvaldur Þorvaldsson, organizó lecturas de poesía y otras reuniones informales a las que asistieron trabajadores, radicalizados después de la Crisis financiera en Islandia de 2008-2009.
Ellos solicitaron con éxito la lista R para disputar las Elecciones parlamentarias de 2013, marcando su primera incursión en la política electoral, y posteriormente presentaron una lista de candidatos oficiales el 12 de abril de 2013. En las elecciones de 2013 eligieron sólo presentar candidatos en los distritos electorales del norte y el sur de Reykjavík.
En la primavera de 2014 se presentaron a las elecciones para el Ayuntamiento de Reykjavik y obtuvieron 219 votos, insuficientes para obtener un asiento en el consejo.
En otoño de 2016 volvieron a concurrir a las elecciones parlamentarias, esta vez en cinco circunscripciones (de seis) y obtuvieron 575 votos, o sea el 0,3%, cantidad insuficiente para obtener un escaño en el Alþingi.

## Resultados electorales
| Elección | Votos | %    | Escaños | +/– | Posición |
| -------- | ----- | ---- | ------- | --- | -------- |
| 2013     | 118   | 0,06 | 0/63    | 0   | 15°      |
| 2016     | 575   | 0,30 | 0/63    | 0   | 10°      |
| 2017     | 375   | 0,20 | 0/63    | 0   | 10°      |